# 2001年1月薩爾瓦多地震

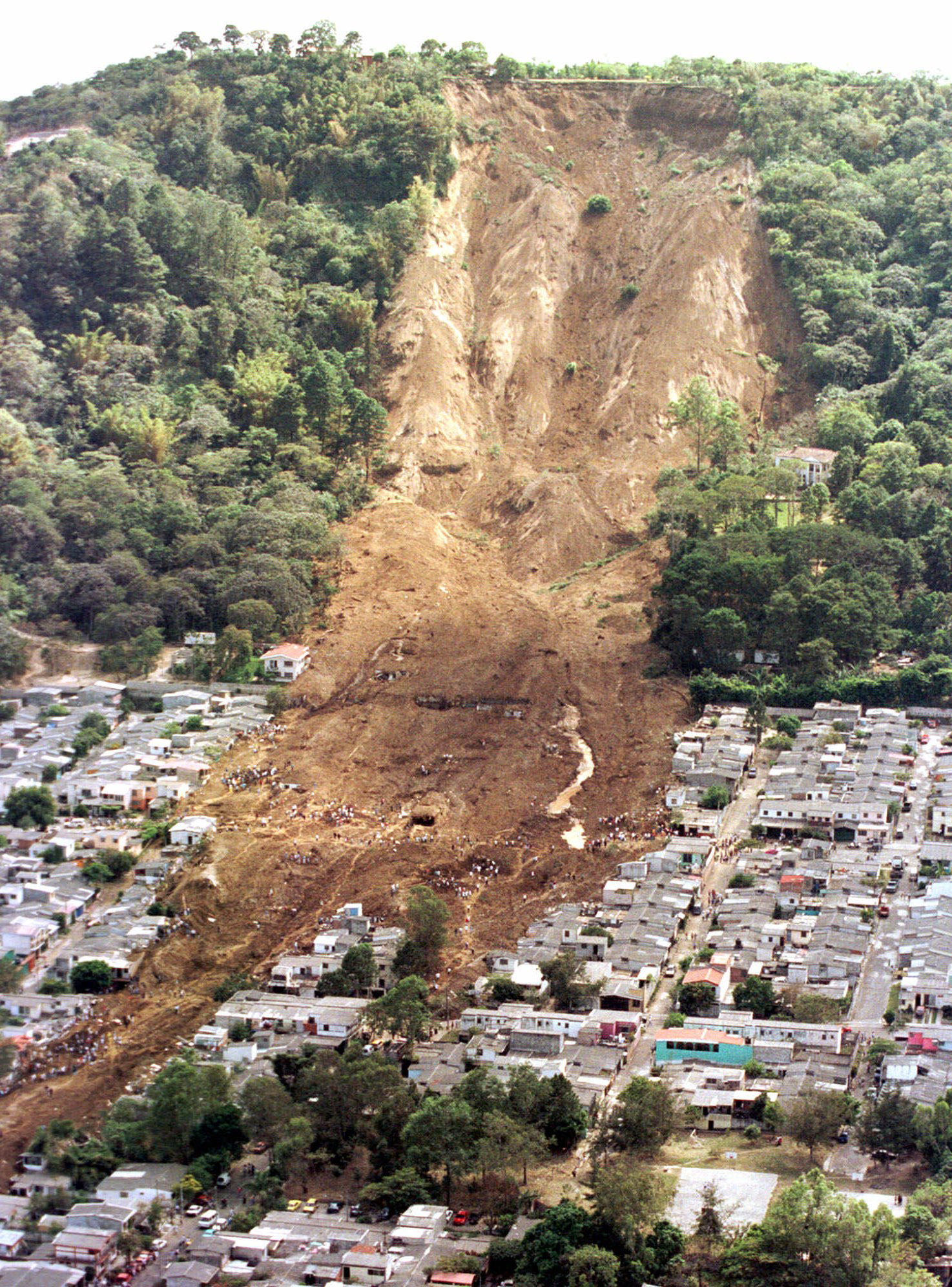
2001年薩爾瓦多地震（1月13日）造成的山體滑坡災害

2001年1月薩爾瓦多地震是於2001年1月13日17時33分34秒（UTC），發生於中美洲國家薩爾瓦多的地震矩規模7.6地震。這場地震在薩爾瓦多至少造成944人喪生，5,565人受傷，108,261棟房屋被摧毀，鄰國危地馬拉有8人喪生。截止到2001年2月2日，薩爾瓦多遭受了2500多場餘震，導致更多損失。